# Дознаватель (детектив)
«Дознаватель» — конспирологический детектив Маргариты Хемлин. За авантюрным сюжетом открывается картина советского быта пятидесятых годов XX века. Специфический и неповторимый язык эпохи.
В провинциальном украинском городе убита молодая женщина. Повествование ведется от имени дознавателя, который и является главным героем книги.
Книга переведена на английский язык и опубликована в Лондоне после смерти автора.